# بطرس الخامس (بابا الإسكندرية)
بطرس الخامس، بابا الإسكندرية وبطريرك الكرازة المرقسية للأقباط الأرثوذكس رقم 83. وأقام بطريركاً 8 سنوات و6 أشهر و6 أيام، في الفترة من 2 يناير 1349 م حتى 6 يوليو 1348 م، وتوفي. وخلا الكرسي بعده 11 شهراً واحداً و26 يوماً.